# Michael Chow
Michael Chow (chinesisch 周英華 / 周英华, Pinyin Zhōu Yīnghuá, W.-G. Chou Ying-hua; * 6. Februar 1939 in Shanghai, China) ist ein britischer Schauspieler und international bekannter Gastronom chinesischer Herkunft.

## Biographie
Chows Ahnen stammen ursprünglich von Ningbo und sein Vater Zhou Xinfang (周信芳) war zu seiner Zeit Chinas bekanntester Darsteller der chinesischen Oper (genauer Peking Oper) überhaupt. Seine Mutter Qiu Lilin (裘麗琳) entstammt einer angesehene reichen Shanghaier Familie. Zusammen mit seiner älteren Schwester Tsai Chin wanderte er 1952 nach England aus und studierte in London Architektur. Bis zur Eröffnung seines berühmten Restaurants arbeitete er als Tellerwäscher und Kellner aber auch als Maler, Bildhauer und Schauspieler. Er hat insgesamt fünf Kinder und war vier Mal verheiratet. Er hat zwei Kinder mit dem 1992 verstorbenen Model Tina Chow (geborene Lutz). Seine Tochter China Chow ist ebenfalls Schauspielerin und war Model für unter anderem Tommy Hilfiger und Calvin Klein.

## Karriere
Bevor Chow sein bekanntes Restaurant eröffnete, betrieb er Nachtclubs und einen Frisiersalon, den er „Twiggy“ nannte. Im Jahr 1968 gründete er sein erstes „Mr. Chow“-Restaurant in Knightsbridge London. Hier servierte er traditionelles chinesisches Essen. Aufgrund des Erfolges folgten weitere Restaurants in New York City, Miami, Las Vegas und Beverly Hills.
Neben seiner Tätigkeit als Gastronom wirkte er, wie auch seine Schwester, in dem James-Bond-Film Man lebt nur zweimal mit. Hier spielte er neben Burt Kwouk eine Figur namens Nummer 4. Einen weiteren Auftritt hatte er 1982 in Wim Wenders Film Hammett. Des Weiteren spielte er in Filmen wie Lethal Weapon 4, Rush Hour 1-3 und in der Fernsehserie Relic Hunter – Die Schatzjägerin mit.

## Filmografie (Auswahl)
- 1958: Kinder der Straße (Violent Playground)
- 1960: Im Land der langen Schatten (Ombre bianche)
- 1962: Marco Polo
- 1963: 55 Tage in Peking (55 Days at Peking)
- 1966: Modesty Blaise – Die tödliche Lady (Modesty Blaise)
- 1966: Die 13 Sklavinnen des Dr. Fu Man Chu (The Brides of Fu Manchu)
- 1967: James Bond 007 – Man lebt nur zweimal (You Only Live Twice)
- 1968: Joanna
- 1978: Die Schlemmer-Orgie (Who Is Killing the Great Chefs of Europe?)
- 1982: Hammett
- 1994: Nightmare Lover (Dream Lover)
- 1996: Basquiat
- 1998: Rush Hour
- 1998: Lethal Weapon 4
- 1999: Relic Hunter – Die Schatzjägerin (Relic Hunter, Fernsehserie, eine Folge)
- 2001: Rush Hour 2
- 2007: Rush Hour 3
- 2009: Beim Leben meiner Schwester (My Sister’s Keeper)
- 2018: Don’t Worry, weglaufen geht nicht[8]